# Alloxantha sahariana
Alloxantha sahariana is een keversoort uit de familie schijnboktorren (Oedemeridae). De wetenschappelijke naam van de soort is voor het eerst geldig gepubliceerd in 1992 door Vazquez.